# Tiro com arco nos Jogos Paralímpicos de Verão de 2012 - Composto individual masculino
As provas de arco composto individual masculino do tiro com arco nos Jogos Paralímpicos de Verão de 2012 foram disputada entre os dias 30 de agosto e 3 de setembro no The Royal Artillery Barracks, em Londres. Participaram desta prova atletas tetraplégicos na classe W1 e atletas com outras deficiências, no evento aberto.

## Medalhistas

### Evento aberto
| Ouro   | FIN Jere Forsberg |
| Prata  | USA Matt Stutzman |
| Bronze | TUR Doğan Hancı   |

### Classe W1
| Ouro   | USA Jeff Fabry        |
| Prata  | CZE David Drahonínský |
| Bronze | CAN Norbert Murphy    |

## Aberto

### Fase de qualificação
| Pos. | Atleta                           | Pontos | 10's |
| ---- | -------------------------------- | ------ | ---- |
| 1    | USA Matt Stutzman                | 685    | 40   |
| 2    | FIN Jere Forsberg                | 673    | 36   |
| 3    | TUR Doğan Hancı                  | 671    | 32   |
| 4    | GBR John Stubbs                  | 669    | 33   |
| 5    | ITA Alberto Simonelli            | 659    | 26   |
| 6    | SVK Peter Kaščák                 | 658    | 27   |
| 7    | CZE Leoš Bartoš                  | 657    | 26   |
| 8    | SUI Philippe Horner              | 656    | 31   |
| 9    | USA Dugie Denton                 | 656    | 25   |
| 10   | POL Marek Kantczak               | 653    | 26   |
| 11   | FRA Maurice Champey              | 653    | 25   |
| 12   | FIN Keijo Kallunki               | 650    | 31   |
| 13   | ESP Guillermo Rodríguez González | 649    | 21   |
| 14   | KOR Lee Ouk-Soo                  | 647    | 23   |
| 15   | NOR John Olav Johansen           | 642    | 23   |
| 16   | GBR Richard Hennahane            | 640    | 17   |
| 17   | CZE Jiří Klich                   | 637    | 20   |
| 18   | TUR Erdogan Aygan                | 637    | 17   |
| 19   | SWE Robert Larsson               | 636    | 20   |
| 20   | RUS Alexey Shcherbakov           | 631    | 16   |
| 21   | ITA Gaimpaolo Cancelli           | 630    | 19   |
| 22   | FRA Franck Huadoin               | 630    | 15   |
| 23   | CAN Bob Hudson                   | 629    | 14   |
| 24   | SVK Marián Marečák               | 629    | 13   |
| 25   | CAN Kevin Evans                  | 626    | 15   |
| 26   | UKR Pavlo Nazar                  | 623    | 14   |
| 27   | CZE Jaroslav Zelenka             | 619    | 19   |
| 28   | TUR Abdullah Sener               | 588    | 13   |

### Fase eliminatória

#### Seção 1
|  | Primeira fase | Primeira fase         | Primeira fase |  |  | Segunda fase | Segunda fase      | Segunda fase     |   |   | Quartas de final  | Quartas de final | Quartas de final |
|  |               |                       |               |  |  |              |                   |                  |   |   |                   |                  |                  |
|  |               |                       |               |  |  |              |                   |                  |   |   |                   |                  |                  |
|  |               |                       |               |  |  | 1            | USA Matt Stutzman | 6                |   |   |                   |                  |                  |
|  | 17            | CZE Jiří Klich        | 6             |  |  | 17           | CZE Jiří Klich    | 5                |   |   |                   |                  |                  |
|  | 16            | GBR Richard Hennahane | 4             |  |  |              |                   |                  |   | 1 | USA Matt Stutzman | 6                |                  |
|  | 9             | USA Dugie Denton      | 6             |  |  |              | 9                 | USA Dugie Denton | 4 |   |                   |                  |                  |
|  | 24            | SVK Marián Marečák    | 2             |  |  | 9            | USA Dugie Denton  | 6                |   |   |                   |                  |                  |
|  | 25            | CAN Kevin Evans       | 6             |  |  | 25           | CAN Kevin Evans   | 4                |   |   |                   |                  |                  |
|  | 8             | SUI Philippe Horner   | 4             |  |  |              |                   |                  |   |   |                   |                  |                  |
|  |               |                       |               |  |  |              |                   |                  |   |   |                   |                  |                  |
|  |               |                       |               |  |  |              |                   |                  |   |   |                   |                  |                  |

#### Seção 3
|  | Primeira fase | Primeira fase        | Primeira fase |  |  | Segunda fase | Segunda fase       | Segunda fase     |   |   | Quartas de final | Quartas de final | Quartas de final |
|  |               |                      |               |  |  |              |                    |                  |   |   |                  |                  |                  |
|  |               |                      |               |  |  |              |                    |                  |   |   |                  |                  |                  |
|  |               |                      |               |  |  | 3            | TUR Doğan Hancı    | 7                |   |   |                  |                  |                  |
|  | 19            | SWE Robert Larsson   | 7             |  |  | 19           | SWE Robert Larsson | 1                |   |   |                  |                  |                  |
|  | 14            | KOR Lee Ouk-Soo      | 3             |  |  |              |                    |                  |   | 3 | TUR Doğan Hancı  | 7                |                  |
|  | 11            | FRA Maurice Champey  | 1             |  |  |              | 6                  | SVK Peter Kaščák | 3 |   |                  |                  |                  |
|  | 22            | FRA Franck Haudoin   | 7             |  |  | 22           | FRA Franck Houdoin | 2                |   |   |                  |                  |                  |
|  | 27            | CZE Jaroslav Zelenka | 0             |  |  | 6            | SVK Peter Kaščák   | 6                |   |   |                  |                  |                  |
|  | 6             | SVK Peter Kaščák     | 6             |  |  |              |                    |                  |   |   |                  |                  |                  |
|  |               |                      |               |  |  |              |                    |                  |   |   |                  |                  |                  |
|  |               |                      |               |  |  |              |                    |                  |   |   |                  |                  |                  |

#### Seção 4
|  | Primeira fase | Primeira fase          | Primeira fase |  |  | Segunda fase | Segunda fase       | Segunda fase      |   |   | Quartas de final | Quartas de final | Quartas de final |
|  |               |                        |               |  |  |              |                    |                   |   |   |                  |                  |                  |
|  | 7             | CZE Leoš Bartoš        | 7             |  |  |              |                    |                   |   |   |                  |                  |                  |
|  | 26            | UKR Pavlo Nazar        | 1             |  |  | 7            | CZE Leoš Bartoš    | 6                 |   |   |                  |                  |                  |
|  | 23            | CAN Bob Hudson         | 0             |  |  | 10           | POL Marek Kantczak | 0                 |   |   |                  |                  |                  |
|  | 10            | POL Marek Kantczak     | 6             |  |  |              |                    |                   |   | 7 | CZE Leoš Bartoš  | 0                |                  |
|  | 15            | NOR John Olav Johansen | 0             |  |  |              | 2                  | FIN Jere Forsberg | 6 |   |                  |                  |                  |
|  | 18            | TUR Erdoğan Aygan      | 6             |  |  | 18           | TUR Erdoğan Aygan  | 4                 |   |   |                  |                  |                  |
|  |               |                        |               |  |  | 2            | FIN Jere Forsberg  | 6                 |   |   |                  |                  |                  |
|  |               |                        |               |  |  |              |                    |                   |   |   |                  |                  |                  |
|  |               |                        |               |  |  |              |                    |                   |   |   |                  |                  |                  |
|  |               |                        |               |  |  |              |                    |                   |   |   |                  |                  |                  |

#### Fase final
|  | Quartas de final | Quartas de final                 | Quartas de final                 |                   |                       | Semifinais        | Semifinais          | Semifinais                       |                     |  | Final | Final             | Final |
|  |                  |                                  |                                  |                   |                       |                   |                     |                                  |                     |  |       |                   |       |
|  | 1                | USA Matt Stutzman                | 6                                |                   |                       |                   |                     |                                  |                     |  |       |                   |       |
|  | 9                | USA Dugie Denton                 | 4                                |                   |                       |                   |                     |                                  |                     |  |       |                   |       |
|  | 9                | USA Dugie Denton                 | 4                                |                   | 1                     | USA Matt Stutzman | 6                   |                                  |                     |  |       |                   |       |
|  |                  |                                  |                                  |                   | 1                     | USA Matt Stutzman | 6                   |                                  |                     |  |       |                   |       |
|  |                  | 13                               | ESP Guillermo Rodríguez González | 4                 |                       |                   |                     |                                  |                     |  |       |                   |       |
|  | 5                | 13                               | ESP Guillermo Rodríguez González | 4                 | ITA Alberto Simonelli | 4                 |                     |                                  |                     |  |       |                   |       |
|  | 5                |                                  |                                  |                   | ITA Alberto Simonelli | 4                 |                     |                                  |                     |  |       |                   |       |
|  | 13               | ESP Guillermo Rodríguez González | 6                                |                   |                       |                   |                     |                                  |                     |  |       |                   |       |
|  |                  |                                  |                                  |                   |                       |                   |                     |                                  |                     |  | 1     | USA Matt Stutzman | 4     |
|  |                  |                                  | 2                                | FIN Jere Forsberg | 6                     |                   |                     |                                  |                     |  |       |                   |       |
|  | 3                | TUR Doğan Hancı                  | 7                                |                   |                       |                   |                     |                                  |                     |  |       |                   |       |
|  | 6                | SVK Peter Kaščák                 | 3                                |                   |                       |                   |                     |                                  |                     |  |       |                   |       |
|  | 6                | SVK Peter Kaščák                 | 3                                |                   | 3                     | TUR Doğan Hancı   | 3                   |                                  |                     |  |       |                   |       |
|  |                  |                                  |                                  |                   | 3                     | TUR Doğan Hancı   | 3                   |                                  |                     |  |       |                   |       |
|  |                  | 2                                | FIN Jere Forsberg                | 7                 |                       |                   | Disputa pelo bronze | Disputa pelo bronze              | Disputa pelo bronze |  |       |                   |       |
|  | 7                | CZE Leoš Bartoš                  | 0                                |                   |                       |                   | 13                  | ESP Guillermo Rodríguez González | 2                   |  |       |                   |       |
|  | 2                | FIN Jere Forsberg                | 6                                |                   |                       |                   |                     |                                  |                     |  | 3     | TUR Doğan Hancı   | 6     |

## W1

### Fase de qualificação
| Pos. | Atleta                   | Pontos |
| ---- | ------------------------ | ------ |
| 1    | CZE David Drahonínský    | 662    |
| 2    | USA Jeff Fabry           | 659    |
| 3    | SVK Peter Kinik          | 635    |
| 4    | FIN Jean-Pierre Antonios | 632    |
| 5    | FIN Osmo Kinnunen        | 627    |
| 6    | CAN Norbert Murphy       | 623    |
| 7    | GBR John Cavanagh        | 616    |
| 8    | ITA Fabio Azzolini       | 612    |
| 9    | ITA Gabriele Ferrandi    | 590    |
| 10   | USA Jerry Shields        | 586    |
| 11   | JPN Shinichi Saito       | 563    |
| 12   | CZE Petr Bartoš          | 546    |

### Fase eliminatória

#### Seção 1
|  | Oitavas de final | Oitavas de final      | Oitavas de final |  |  | Quartas de final | Quartas de final         | Quartas de final  |   |   | Semifinais            | Semifinais | Semifinais |
|  |                  |                       |                  |  |  |                  |                          |                   |   |   |                       |            |            |
|  |                  |                       |                  |  |  |                  |                          |                   |   |   |                       |            |            |
|  |                  |                       |                  |  |  | 1                | CZE David Drahonínský    | 6                 |   |   |                       |            |            |
|  | 8                | ITA Fabio Azzolini    | 6                |  |  | 8                | ITA Fabio Azzolini       | 5                 |   |   |                       |            |            |
|  | 9                | ITA Gabriele Ferrandi | 5                |  |  |                  |                          |                   |   | 1 | CZE David Drahonínský | 6          |            |
|  | 5                | FIN Osmo Kinnunen     | 6                |  |  |                  | 5                        | FIN Osmo Kinnunen | 0 |   |                       |            |            |
|  | 12               | CZE Petr Bartoš       | 0                |  |  | 5                | FIN Osmo Kinnunen        | 6                 |   |   |                       |            |            |
|  |                  |                       |                  |  |  | 4                | FIN Jean-Pierre Antonios | 4                 |   |   |                       |            |            |
|  |                  |                       |                  |  |  |                  |                          |                   |   |   |                       |            |            |
|  |                  |                       |                  |  |  |                  |                          |                   |   |   |                       |            |            |
|  |                  |                       |                  |  |  |                  |                          |                   |   |   |                       |            |            |

#### Seção 2
|  | Oitavas de final | Oitavas de final   | Oitavas de final |  |  | Quartas de final | Quartas de final         | Quartas de final |   |   | Semifinais         | Semifinais | Semifinais |
|  |                  |                    |                  |  |  |                  |                          |                  |   |   |                    |            |            |
|  |                  |                    |                  |  |  |                  |                          |                  |   |   |                    |            |            |
|  |                  |                    |                  |  |  | 3                | FIN Jean-Pierre Antonios | 2                |   |   |                    |            |            |
|  | 11               | JPN Shinichi Saito | 2                |  |  | 6                | CAN Norbert Murphy       | 6                |   |   |                    |            |            |
|  | 6                | CAN Norbert Murphy | 6                |  |  |                  |                          |                  |   | 6 | CAN Norbert Murphy | 3          |            |
|  | 7                | GBR John Cavanagh  | 7                |  |  |                  | 2                        | USA Jeff Fabry   | 7 |   |                    |            |            |
|  | 10               | USA Jerry Shields  | 1                |  |  | 7                | GBR John Cavanagh        | 1                |   |   |                    |            |            |
|  |                  |                    |                  |  |  | 2                | USA Jeff Fabry           | 7                |   |   |                    |            |            |
|  |                  |                    |                  |  |  |                  |                          |                  |   |   |                    |            |            |
|  |                  |                    |                  |  |  |                  |                          |                  |   |   |                    |            |            |
|  |                  |                    |                  |  |  |                  |                          |                  |   |   |                    |            |            |

#### Fase final
|  | Semifinais | Semifinais            | Semifinais |  |  | Final               | Final                 | Final               |
|  |            |                       |            |  |  |                     |                       |                     |
|  | 1          | CZE David Drahonínský | 6          |  |  |                     |                       |                     |
|  | 5          | FIN Osmo Kinnunen     | 0          |  |  |                     |                       |                     |
|  |            |                       |            |  |  | 1                   | CZE David Drahonínský | 2                   |
|  |            |                       |            |  |  | 2                   | USA Jeff Fabry        | 6                   |
|  | 6          | CAN Norbert Murphy    | 3          |  |  |                     |                       |                     |
|  | 2          | USA Jeff Fabry        | 7          |  |  | Disputa pelo bronze | Disputa pelo bronze   | Disputa pelo bronze |
|  |            |                       |            |  |  | 5                   | FIN Osmo Kinnunen     | 1                   |
|  |            |                       |            |  |  | 6                   | CAN Norbert Murphy    | 7                   |

Legenda
| Recorde mundial      | Recorde mundial (World record)               |                       | Recorde africano                      | Recorde africano (African) |                                           | Q | Classificado por posição (Qualified) |
| Recorde paralímpico  | Recorde paralímpico (Paralympic record)      | Recorde da América    | Recorde da América (Americas)         | q                          | Classificado por melhor tempo (Qualified) |   |                                      |
| Melhor marca do ano  | Melhor marca do ano (World leading)          | Recorde asiático      | Recorde asiático (Asian)              | DNS                        | Não largou (Did not start)                |   |                                      |
| Recorde nacional     | Recorde nacional (National record)           | Recorde europeu       | Recorde europeu (European)            | DNF                        | Não terminou (Did not finish)             |   |                                      |
| Recorde pessoal      | Recorde pessoal do atleta (Personal best)    | Recorde da Oceania    | Recorde da Oceania (Oceania)          | DSQ / DQ                   | Desclassificado (Disqualified)            |   |                                      |
| Recorde da temporada | Recorde da temporada do atleta (Season best) | Recorde sul-americano | Recorde sul-americano (South America) | NM                         | Sem marca (No mark)                       |   |                                      |